# The Colour in Anything
Albums de James Blake
Overgrown
(2013) Assume Form
(2019)
Singles
The Colour in Anything est le troisième album de l'auteur, compositeur, interprète britannique James Blake sorti le 6 mai 2016. L'album comporte 17 pistes, dont une collaboration avec Bon Iver.  
Deux morceaux sont co-écrits avec Frank Ocean et l'album est co-produit par Rick Rubin. La co-production de l'album est une surprise car James Blake a pour habitude de travailler seul, il avait produit ses précédents opus seul.

## Genèse
En décembre 2014, annonce un troisième album alors intitulé Radio Silence  dont la sortie est prévue pour 2015 avec la participation de Kanye West et Bon Iver. 
Début 2016 James Blake dévoile en exclusivité durant son émission radio sur BBC Radio 1 deux morceaux inédits, d'abord Modern Soul puis Timeless.  
En avril il dévoile, toujours sur Radio 1, que son album est terminé et qu'il contiendrait 18 titres, dont un morceau qui durerait 24 minutes, sans toutefois annoncer de date de sortie pour l'album.  

## Sortie
Le 28 avril 2016 apparaît dans le plus grand mystère[non neutre] à Londres, dans le quartier de Great Eastern, une fresque murale avec les inscriptions The Colour In Anything. Quelques jours plus tard en apparaît une autre, cette fois à Brooklyn, avec cette même phrase mais est accolé cette fois le nom de James Blake. Ces illustrations s’avéreront être l'artwork de son prochain album, réalisées par le dessinateur Quentin Blake.  
Puis le 5 mai 2016, invité dans l’émission de Annie Mac sur BBC Radio 1, il dévoile deux titres - I Need A Forest Fire et Radio Silence - avant d'annoncer que son nouvel album intitulé The Colour In Anything paraîtra le jour même à minuit.

## Réception critique
L'album est très bien reçu par la critique.
Les Inrockuptibles parle d'un album « éblouissant » et de « 76 minutes stupéfiantes », ce qui « prouve néanmoins que l’empreinte James Blake aura infusé dans le paysage sonore contemporain plus qu’aucune autre ». Le magazine Télérama évoque un « dépouillement et la simplicité apparente des arrangements, la poésie, le romantisme échevelé et le doux érotisme des chansons » dans un album « renversant ». 

## Clips
- I Need A Forest Fire featuring Bon Iver réalisé par Matt Clark et Chris Davenport.

## Liste des morceaux
| 1.    | Radio Silence                             | James Blake          | 4:00 |
| 2.    | Points                                    | Blake                | 3:31 |
| 3.    | Love Me in Whatever Way                   | Blake                | 5:03 |
| 4.    | Timeless                                  | Blake                | 4:22 |
| 5.    | f.o.r.e.v.e.r.                            | Blake                | 2:40 |
| 6.    | Put That Away and Talk to Me              | Blake                | 3:57 |
| 7.    | I Hope My Life (1-800 Mix)                | Blake                | 5:40 |
| 8.    | Waves Know Shores                         | Blake                | 2:55 |
| 9.    | My Willing Heart                          | Blake, Frank Ocean   | 4:02 |
| 10.   | Choose Me                                 | Blake                | 5:38 |
| 11.   | I Need a Forest Fire (featuring Bon Iver) | Blake, Justin Vernon | 4:17 |
| 12.   | Noise Above Our Heads                     | Blake                | 5:03 |
| 13.   | The Colour in Anything                    | Blake                | 3:33 |
| 14.   | Two Men Down                              | Blake                | 6:01 |
| 15.   | Modern Soul                               | Blake                | 5:32 |
| 16.   | Always                                    | Blake, Frank Ocean   | 5:04 |
| 17.   | Meet You in the Maze                      | Blake, Justin Vernon | 4:55 |
| 76:13 |                                           |                      |      |